# Aulacus magnus

Aulacus magnus  (лат.) — вид эваноидных наездников из семейства Aulacidae. Юго-Восточная Азия. 

## Распространение
Китай (провинция и остров Хайнань, Mt. Jianfengling, 670 м).

## Описание
Мелкие перепончатокрылые наездники, длина тела у самцов около 16,2 мм, длина переднего крыла 14,0 мм. Усики и брюшко полностью чёрные. Затылочный киль отсутствует. Передние крылья с поперечной жилкой 2r-m. Усики длинные 14-члениковые у обоих полов. Формула щупиков 6,4. Грудь с грубой скульптурой. Имеют необычное прикрепление брюшка высоко на проподеуме грудки.

## Систематика
От близких видов Aulacus magnus отличается полностью чёрными усиками и брюшком. 
Вид был впервые описан в 2016 году китайскими энтомологами Х.Ченом (Hua-yan Chen), З.Сю (Zai-fu Xu; South China Agricultural University, Гуанчжоу, Китай) и итальянским гименоптерологом Джузеппе Ф. Турриси (Giuseppe Fabrizio Turrisi; University of Catania, San Gregorio di Catania, Италия).